# Stade Tchornomorets
Le stade Tchornomorets (en ukrainien : Стадіон Чорноморець) est un stade de football situé à Odessa en Ukraine. Il est utilisé par le Tchernomorets Odessa. Le stade peut accueillir 34 164 personnes, et a été sélectionné en tant que stade de réserve pour le Championnat d'Europe 2012, puis retiré de la liste le 13 mai 2009.

## Histoire

### Le nouveau stade
Le 3 septembre 2008, les travaux débutèrent avec la démolition de l'ancien stade, nommé Stade central de la Compagnie maritime de la mer Noire. Le match d'inauguration, entre le Tchernomorets Odessa et le FC Karpaty Lviv, a été joué le 19 novembre 2011 et s'est terminé sur un score de parité (2-2).

## Événements
- Supercoupe d'Ukraine de football, 2004 à 2007

## Galerie

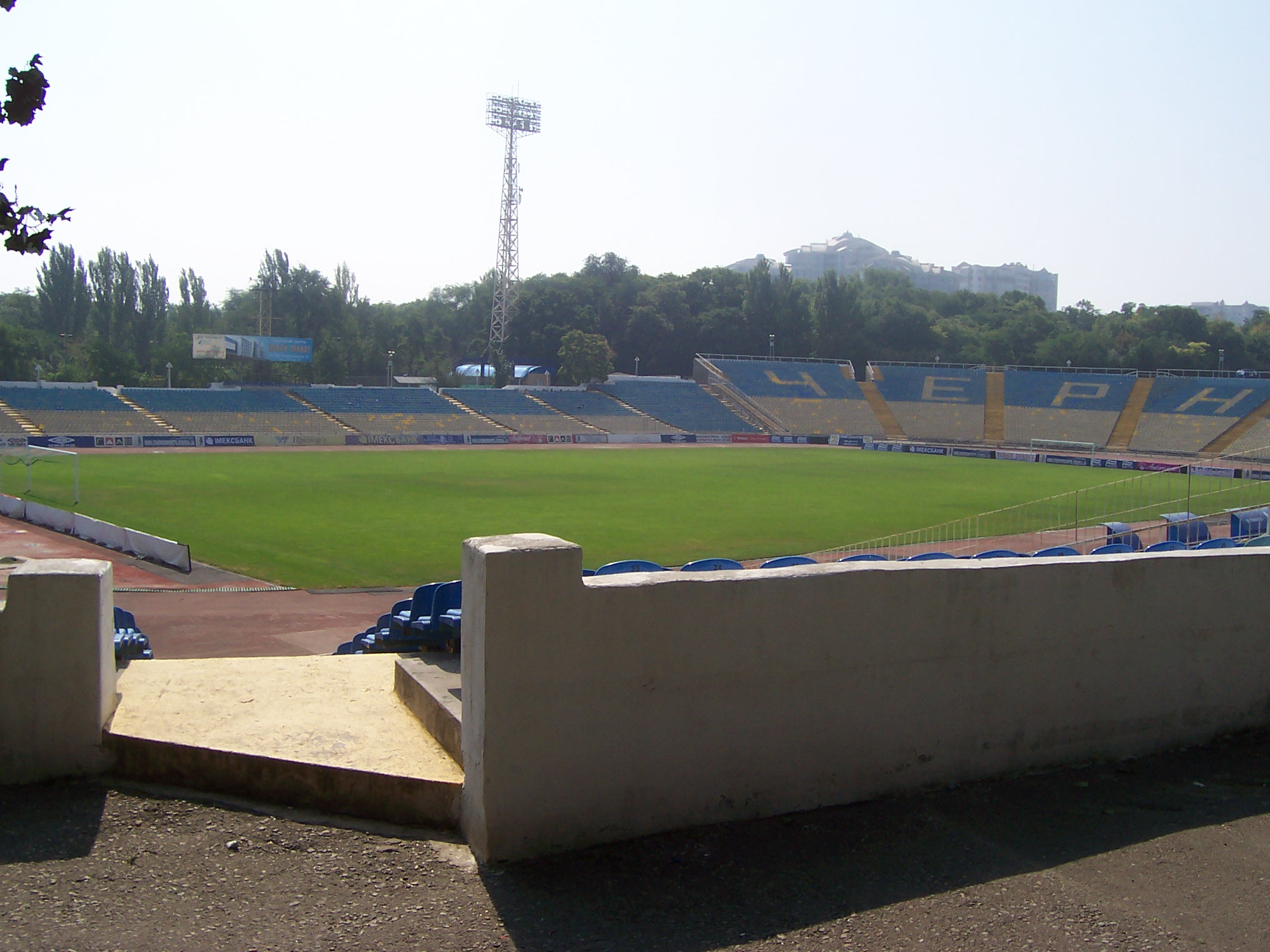
L'ancien stade, en 2004.